# Transactions of the American Academy of Ophthalmology and Otolaryngology
Transactions of the American Academy of Ophthalmology and Otolaryngology foi uma revista científica americana, e a revista oficial da antiga American Academy of Ophthalmology and Otolaryngology. Após a separação da última na American Academy of Ophthalmology e na American Academy of Otolaryngology, a revista também foi dividida em duas, na Ophthalmology e na Otolaryngology.